# Carol Blood
Carol Blood (McCook, 1961. március 5. –) amerikai demokrata politikus Nebraskában.

## Fiatalkora és karrier
1979-ben érettségizett az Adams Central High Schoolban.
Bloodot 2008-ban beválasztották a nebraskai Bellevue városi tanácsába fő képviselőként. 2012-ben újraválasztották a városi tanácsba. Blood 2005 óta tagja a Bellevue Közbiztonsági Alapítvány kuratóriumának, és hét évig az elnöki tisztet tölti be. A szervezet támogatja a rendőrség és a tűzoltóság tevékenységét Bellevue-ban.

## Nebraskai törvényhozás

### Választások

#### 2014
2014-ben Blood vereséget szenvedett Tommy Garett-től abban a versenyben, hogy betöltse a Scott Price állam szenátora által 2013 novemberében lemondott négyéves törvényhozási ciklusból hátralévő két évét.
Blood és Garrett, akik mindketten verseny nélkül indultak a párton kívüli előválasztáson, bejutottak az általános választásra. Az előválasztáson Blood 1706 szavazatot kapott, ami a leadott 3453 szavazat 49,4%-a. Garrett 1747-et, azaz 50,6%-ot kapott. Az általános választásokon Blood a leadott 9024 szavazatból 4179 szavazattal, 46,3%-kal elvesztette a választást. Garrett 4845 szavazattal, 53,7%-kal nyerte meg a választást.

#### 2016
2016-ban Blood a 15 488 szavazatból 7959-el, azaz 51,4%-kal legyőzte a republikánus hivatalban lévő Tommy Garrettet. A Blood kampánya a „józan ész adókedvezményeire”, valamint a társadalombiztosítási és a katonai nyugdíjakra kivetett adók eltörlésére összpontosított, amint a nebraskai törvényhozók orvosolják az 1 milliárd dolláros költségvetési hiányt.
Blood azt mondta, hogy a „bizonyítékokon alapuló költségvetés" története segít az adóreformban. Azt is elmondta, hogy az oktatás és a közbiztonság az egyik legfontosabb prioritása.

#### 2020
2020. május 12-én Blood a szavazatok 50,4%-ával legyőzte Rick Holdcroftot a 2020. november 3-án tartott általános választáson.

### Törvényhozói mandátum

#### 2017-es ülésszak
Blood szolgált a mezőgazdasági, az általános ügyek, valamint a kormány, a katonai és a veteránügyi bizottságban.
Bevezette az LB85-öt, amely arra szólított fel, hogy az emberek ne indulhassanak a választott tisztségre, ha a nebraskai elszámoltathatósági és nyilvánosságra hozatali bizottság bármilyen kiszabott büntetést kapott. A 48-0-1-es szavazattal megszavazott törvényjavaslat azt is megtiltja, hogy a polgári jogi büntetés és a kamatok kifizetéséig bárkit választandó tisztségre nevezzenek ki. 
Blood szerint az LB88 prioritást élvez annak érdekében, hogy Nebraskát „katonaibarátabb állammá” tegyék, ami közvetlenül érinti a körzetét – az Offutt légibázison dolgozókat.

#### 2018-as ülésszak
A 2018-as ülés során Blood közvetlenül találkozott a nebraskai legfelsőbb bírósággal , és csökkentett díjakról tárgyalt azoknak a katonai házastársaknak, akik csatlakozni kívánnak a Nebraska Állami Ügyvédi Kamarahoz.
Blood olyan törvényt vezetett be, amely 5 dollárról 25 dollárra emelte a fegyverengedély díját, de 16-26 szavazat nem sikerült. Nebraskában a fegyvertartási engedély 1991-es bevezetése óta 5 dollár maradt. Blood szerint a javasolt megnövekedett költség csökkentette volna az engedélyek feldolgozásával kapcsolatos megnövekedett munkaerőköltségeket. Blood szerint az elmúlt évtizedben megnégyszereződött a fegyvertartási engedély iránti kérelmek száma Nebraskában. 

#### 2019-es ülésszak
2019 és 2020 között Blood a mezőgazdasági bizottságban, az általános ügyek bizottságában, valamint a kormány-, katonai és veteránügyi bizottságban dolgozott.

#### 2021-es ülésszak
2021 és 2022 között a Blood az üzleti és munkaügyi, a kormány, a katonai és a veteránügyi, valamint a városi ügyekkel foglalkozó bizottságban dolgozott.
Bloodot nevezték ki a tízévenkénti újraelosztási bizottságba, amely népszámlálási adatokat használ fel az összes politikai körzet térképének elkészítéséhez.

#### 2023-as ülésszak
A Blood jelenleg az üzleti és munkaügyi, a városi ügyek és az igazságügyi bizottságok munkáját végzi.
Blood törvényt vezetett be a „ gyermekmunka-módosítás ” ratifikálására , amely egy szövetségi alkotmánymódosítás, amely felhatalmazza a Kongresszust a gyermekmunka szabályozására. A módosítást a Kongresszus 1924-ben sikeresen javasolta, és 12 év alatt 28 állam ratifikálta. A módosítás azonban elhalt, a szükséges 38 állam még nem ratifikálta – de a módosításnak nem volt időkorlátja, így módosítási javaslatként továbbra is szerepel a könyvekben. Nebraska soha nem ratifikálta a módosítást, és soha nem is utasította el.

## 2022-es nebraskai kormányzóválasztás
Blood 2021. szeptember 13-án hivatalosan bejelentette hogy demokrata ként jelölteti magát a kormányzó választásokon. 
A május 10-i előválasztáson legyőzte Roy Harrist és a demokraták jelöltje lett. 2022. november 8-án a szavazatok 59-36%-ával kikapott a republikánus kormányzójelölt, Jim Pillentől. 

## Magánélete
Blood férjével él Bellevue-ban. Három gyereke és kilenc unokájuk van.

## Fordítás
Ez a szócikk részben vagy egészben  a   Carol Blood című angol Wikipédia-szócikk ezen változatának fordításán alapul.  Az eredeti cikk szerkesztőit annak laptörténete sorolja fel. Ez a jelzés csupán a megfogalmazás eredetét és a szerzői jogokat jelzi, nem szolgál a cikkben szereplő információk forrásmegjelöléseként.